# Universiteitsuitgeverij
Een universiteitsuitgeverij is een uitgeverij die gelieerd is aan een universiteit en wetenschappelijke literatuur uitgeeft. Doorgaans hebben deze uitgeverijen geen winstoogmerk; sommige lijden verlies. Universiteitsuitgeverijen zijn vooral een bekend verschijnsel in Angelsaksische landen. Oxford University Press en Cambridge University Press zijn de grootste universiteitsuitgeverijen in de wereld. Enkele andere voorbeelden  zijn:
- Johns Hopkins University Press (Johns Hopkins-universiteit)
- MIT Press (Massachusetts Institute of Technology)
- Presses Universitaires de France
- Universitätsverlag Göttingen
- University of California Press (Universiteit van Californië)
- University of Chicago Press   (Universiteit van Chicago)

De Nederlandse universiteitsuitgeverijen zijn relatief jong en hebben doorgaans Engelstalige namen, zoals Leiden University Press en Amsterdam University Press.
Behalve bij universiteitsuitgeverijen wordt ook veel wetenschappelijke literatuur uitgegeven bij (grote) wetenschappelijke uitgeverijen zoals Springer Science+Business Media, Elsevier en John Wiley & Sons.

## Universiteitsdrukkerij
De term universiteitsdrukkerij wordt ook wel gebruikt. Veel universiteitsdrukkerijen hadden vroeger inderdaad hun eigen drukpersen. Tegenwoordig wordt het drukken echter meestal uitbesteed aan algemene drukkerijen, of zelfs totaal achterwege gelaten zoals in het geval van elektronische tijdschriften. Het werk van de universiteitsuitgeverijen of -drukkerijen is beperkt tot het uitgeven.